# Hanover (Minnesota)
Pour les articles homonymes, voir Hanover.
Hanover est une ville américaine située dans les comtés de Wright et de Hennepin, dans le Minnesota. Selon le recensement de 2010, sa population est de 2 938 habitants.